# Élections législatives de 2022 dans les Hautes-Pyrénées
Dans les Hautes-Pyrénées, les élections législatives françaises de 2022 se déroulent les 12 juin et 19 juin 2022, comme partout en France, cinq ans après les élections précédentes.
Deux députés sont à élire, dans le cadre de deux circonscriptions.

## Résultats de l'élection présidentielle de 2022 par circonscription
| Circonscription | 1er tour | 1er tour | 1er tour | 1er tour | 1er tour  | 1er tour |         | 2d tour | 2d tour | 2d tour | 2d tour |
| Circonscription | Macron   | +/-      | Le Pen   | +/-      | Mélenchon | +/-      | Macron  | +/-     | Le Pen  | +/-     |         |
| --------------- | -------- | -------- | -------- | -------- | --------- | -------- | ------- | ------- | ------- | ------- | ------- |
| Circonscription |          |          |          |          |           |          |         |         |         |         |         |
| 1re             | 24,22 %  | 1,57     | 21,54 %  | 3,63     | 21,08 %   | 2,75     | 56,00 % | 13,68   | 44,00 % | 13,68   |         |
| 2e              | 25,72 %  | 1,32     | 22,84 %  | 3,61     | 18,17 %   | 4,03     | 55,03 % | 11,71   | 44,97 % | 11,71   |         |

## Système électoral
Les élections législatives ont lieu au scrutin uninominal majoritaire à deux tours dans des circonscriptions uninominales.
Est élu au premier tour le candidat qui réunit la majorité absolue des suffrages exprimés et un nombre de voix au moins égal au quart (25 %) des électeurs inscrits dans la circonscription. Si aucun des candidats ne satisfait ces conditions, un second tour est organisé entre les candidats ayant réuni un nombre de voix au moins égal à un huitième des inscrits (12,5 %) ; les deux candidats arrivés en tête du premier tour se maintiennent néanmoins par défaut si un seul ou aucun d'entre eux n'a atteint ce seuil. Au second tour, le candidat arrivé en tête est déclaré élu.
Le seuil de qualification basé sur un pourcentage du total des inscrits et non des suffrages exprimés rend plus difficile l'accès au second tour lorsque l'abstention est élevée. Le système permet en revanche l'accès au second tour de plus de deux candidats si plusieurs d'entre eux franchissent le seuil de 12,5 % des inscrits. Les candidats en lice au second tour peuvent ainsi être trois, un cas de figure appelé « triangulaire ». Les second tours où s'affrontent quatre candidats, appelés « quadrangulaire » sont également possibles, mais beaucoup plus rares.

### Partis et nuances
Les résultats des élections sont publiés en France par le ministère de l'Intérieur, qui classe les partis en leur attribuant des nuances politiques. Ces dernières sont décidées par les préfets, qui les attribuent indifféremment de l'étiquette politique déclarée par les candidats, qui peut être celle d'un parti ou une candidature sans étiquette.
En 2022, seules les coalitions Ensemble (ENS) et Nouvelle Union populaire écologique et sociale (NUP), ainsi que le Parti radical de gauche (RDG), l'Union des démocrates et indépendants (UDI), Les Républicains (LR), le Rassemblement national (RN) et Reconquête (REC) se voient attribuer  une nuance propre,,.
Tous les autres partis se voient attribuer l'une ou l'autre des nuances suivantes : DXG (divers extrême gauche), DVG (divers gauche), ECO (écologiste), REG (régionaliste), DVC (divers centre), DVD (divers droite), DSV (droite souverainiste) et DXD (divers extrême droite). Des partis comme Debout la France ou Lutte ouvrière ne disposent ainsi pas de nuance propre, et leurs résultats nationaux ne sont pas publiés séparément par le ministère, car mélangés avec d'autres partis (respectivement dans les nuances DSV et DXG),.

## Campagne et positionnement des partis
Vingt-deux candidats, répartis dans deux circonscriptions, s'affrontent lors du premier tour de ces élections.

## Résultats

### Élus
| Circonscription                                 | Député sortant          | Parti | Parti | Groupe | Député élu ou réélu | Parti | Parti | Groupe    |
| ----------------------------------------------- | ----------------------- | ----- | ----- | ------ | ------------------- | ----- | ----- | --------- |
| 1re                                             | Jean-Bernard Sempastous |       | LREM  | LREM   | Sylvie Ferrer       |       | LFI   | LFI-NUPES |
| 2e                                              | Jeanine Dubié*          |       | PRG   | LT     | Benoît Mournet      |       | LREM  | RE        |
| * député sortant ne se représentant pas en 2022 |                         |       |       |        |                     |       |       |           |

### Résultats à l'échelle du département

#### Résultats par coalition
| Parti et coalition                                           | Parti et coalition                                           | Parti et coalition                   | Premier tour | Premier tour | Premier tour | Second tour   | Second tour   | Second tour | Total Sièges  | +/-           |  |
| Parti et coalition                                           | Parti et coalition                                           | Parti et coalition                   | Voix         | %            | Sièges       | Voix          | %             | Sièges      | Total Sièges  | +/-           |  |
| ------------------------------------------------------------ | ------------------------------------------------------------ | ------------------------------------ | ------------ | ------------ | ------------ | ------------- | ------------- | ----------- | ------------- | ------------- |  |
|                                                              |                                                              | La France insoumise (LFI)            | 22 044       | 23,83        | 0            | 39 896        | 48,94         | 1           | 1             | 1             |  |
| Total Nouvelle Union populaire écologique et sociale (NUPES) | Total Nouvelle Union populaire écologique et sociale (NUPES) | 22 044                               | 23,83        | 0            | 39 896       | 48,94         | 1             | 1           | 1             |               |  |
|                                                              |                                                              | La République en marche (LREM)       | 21 899       | 23,67        | 0            | 41 625        | 51,06         | 1           | 1             | en stagnation |  |
| Total Ensemble (ENS)                                         | Total Ensemble (ENS)                                         | 21 899                               | 23,67        | 0            | 41 625       | 51,06         | 1             | 1           | en stagnation |               |  |
|                                                              | Rassemblement national (RN)                                  | Rassemblement national (RN)          | 15 879       | 17,16        | 0            |               |               |             | 0             | en stagnation |  |
|                                                              | Dissidents NUPES                                             | Dissidents NUPES                     | 9 317        | 10,07        | 0            | 0             | Nv            |             |               |               |  |
|                                                              | Parti radical de gauche (PRG)                                | Parti radical de gauche (PRG)        | 6 555        | 7,09         | 0            | 0             | 1             |             |               |               |  |
|                                                              |                                                              | Les Républicains (LR)                | 5 098        | 5,51         | 0            | 0             | en stagnation |             |               |               |  |
| Total Union de la droite et du centre (UDC)                  | Total Union de la droite et du centre (UDC)                  | 5 098                                | 5,51         | 0            | 0            | en stagnation |               |             |               |               |  |
|                                                              | Résistons (RES)                                              | Résistons (RES)                      | 3 742        | 4,04         | 0            | 0             | en stagnation |             |               |               |  |
|                                                              | Reconquête (REC)                                             | Reconquête (REC)                     | 3 351        | 3,62         | 0            | 0             | Nv            |             |               |               |  |
|                                                              |                                                              | Le Mouvement pour les animaux (LMPA) | 1 048        | 1,13         | 0            | 0             | Nv            |             |               |               |  |
| Total Tous unis pour le vivant (TUPV)                        | Total Tous unis pour le vivant (TUPV)                        | 1 048                                | 1,13         | 0            | 0            | en stagnation |               |             |               |               |  |
|                                                              | Parti animaliste (PA)                                        | Parti animaliste (PA)                | 893          | 0,97         | 0            | 0             | en stagnation |             |               |               |  |
|                                                              | Lutte ouvrière (LO)                                          | Lutte ouvrière (LO)                  | 777          | 0,84         | 0            | 0             | en stagnation |             |               |               |  |
|                                                              |                                                              | Les Patriotes (LP)                   | 547          | 0,59         | 0            | 0             | Nv            |             |               |               |  |
| Total Union pour la France (UPF)                             | Total Union pour la France (UPF)                             | 547                                  | 0,59         | 0            | 0            | en stagnation |               |             |               |               |  |
|                                                              |                                                              | Partit occitan (POC)                 | 465          | 0,50         | 0            | 0             | Nv            |             |               |               |  |
| Total Régions et peuples solidaires (R&PS)                   | Total Régions et peuples solidaires (R&PS)                   | 465                                  | 0,50         | 0            | 0            | Nv            |               |             |               |               |  |
|                                                              | Sans étiquette (SE)                                          | Sans étiquette (SE)                  | 896          | 0,97         | 0            | 0             | en stagnation |             |               |               |  |
|                                                              |                                                              |                                      |              |              |              |               |               |             |               |               |  |
| Suffrages exprimés                                           | Suffrages exprimés                                           | Suffrages exprimés                   | 92 511       | 97,56        |              | 81 521        | 88,86         |             |               |               |  |
| Votes blancs                                                 | Votes blancs                                                 | Votes blancs                         | 1 629        | 1,72         | 6 915        | 7,54          |               |             |               |               |  |
| Votes nuls                                                   | Votes nuls                                                   | Votes nuls                           | 685          | 0,72         | 3 302        | 3,60          |               |             |               |               |  |
| Total                                                        | Total                                                        | Total                                | 94 825       | 100          | 0            | 91 738        | 100           | 2           | 2             | en stagnation |  |
| Abstentions                                                  | Abstentions                                                  | Abstentions                          | 82 967       | 46,67        |              | 86 063        | 48,40         |             |               |               |  |
| Inscrits/Participation                                       | Inscrits/Participation                                       | Inscrits/Participation               | 177 792      | 53,33        | 177 801      | 51,60         |               |             |               |               |  |

#### Résultats par nuance
| Nuance                 | Nuance                                         | Nuance                 | Premier tour | Premier tour | Premier tour | Second tour | Second tour   | Second tour | Total Sièges | +/-           |
| Nuance                 | Nuance                                         | Nuance                 | Voix         | %            | Sièges       | Voix        | %             | Sièges      | Total Sièges | +/-           |
| ---------------------- | ---------------------------------------------- | ---------------------- | ------------ | ------------ | ------------ | ----------- | ------------- | ----------- | ------------ | ------------- |
|                        | Nouvelle Union populaire écologique et sociale | NUP                    | 22 044       | 23,83        | 0            | 39 896      | 48,94         | 1           | 1            | 1             |
|                        | Ensemble !                                     | ENS                    | 21 899       | 23,67        | 0            | 41 625      | 51,06         | 1           | 1            | en stagnation |
|                        | Rassemblement national                         | RN                     | 15 879       | 17,16        | 0            |             |               |             | 0            | en stagnation |
|                        | Divers gauche                                  | DVG                    | 10 213       | 11,04        | 0            | 0           | en stagnation |             |              |               |
|                        | Parti radical de gauche                        | RDG                    | 6 555        | 7,09         | 0            | 0           | 1             |             |              |               |
|                        | Les Républicains                               | LR                     | 5 098        | 5,51         | 0            | 0           | en stagnation |             |              |               |
|                        | Divers                                         | DIV                    | 3 742        | 4,04         | 0            | 0           | en stagnation |             |              |               |
|                        | Reconquête                                     | REC                    | 3 351        | 3,62         | 0            | 0           | Nv            |             |              |               |
|                        | Écologistes                                    | ECO                    | 1 941        | 2,10         | 0            | 0           | en stagnation |             |              |               |
|                        | Divers extrême gauche                          | DXG                    | 777          | 0,84         | 0            | 0           | en stagnation |             |              |               |
|                        | Droite souverainiste                           | DSV                    | 547          | 0,59         | 0            | 0           | en stagnation |             |              |               |
|                        | Régionalistes                                  | REG                    | 465          | 0,50         | 0            | 0           | Nv            |             |              |               |
|                        |                                                |                        |              |              |              |             |               |             |              |               |
| Suffrages exprimés     | Suffrages exprimés                             | Suffrages exprimés     | 92 511       | 97,56        |              | 81 521      | 88,86         |             |              |               |
| Votes blancs           | Votes blancs                                   | Votes blancs           | 1 629        | 1,72         | 6 915        | 7,54        |               |             |              |               |
| Votes nuls             | Votes nuls                                     | Votes nuls             | 685          | 0,72         | 3 302        | 3,60        |               |             |              |               |
| Total                  | Total                                          | Total                  | 94 825       | 100          | 0            | 91 738      | 100           | 2           | 2            | en stagnation |
| Abstentions            | Abstentions                                    | Abstentions            | 82 967       | 46,67        |              | 86 063      | 48,40         |             |              |               |
| Inscrits/Participation | Inscrits/Participation                         | Inscrits/Participation | 177 792      | 53,33        | 177 801      | 51,60       |               |             |              |               |

### Cartes

Nuance politique des candidats arrivés en tête dans chaque commune au 1er tour.
Nuance politique des candidats arrivés en tête dans chaque commune au 2e tour.

### Résultats par circonscription

#### Première circonscription
Député sortant : Jean-Bernard Sempastous (La République en marche).
| Candidat                 | Candidat                 | Parti et coalition       | Nuance                   | Premier tour | Premier tour | Second tour | Second tour |
| Candidat                 | Candidat                 | Parti et coalition       | Nuance                   | Voix         | %            | Voix        | %           |
| ------------------------ | ------------------------ | ------------------------ | ------------------------ | ------------ | ------------ | ----------- | ----------- |
|                          | Sylvie Ferrer            | LFI (NUPES)              | NUP                      | 11 540       | 24,69        | 20 657      | 50,13       |
|                          | Jean-Bernard Sempastous  | LREM (ENS)               | ENS                      | 11 029       | 23,59        | 20 552      | 49,87       |
|                          | Maryse Beyrié,           | PS diss.                 | DVG                      | 9 317        | 19,93        |             |             |
|                          | Marie-Christine Sorin    | RN                       | RN                       | 7 396        | 15,82        |             |             |
|                          | Romain Giral             | LR (UDC)                 | LR                       | 2 328        | 4,98         |             |             |
|                          | Pierre Claret            | RES                      | DIV                      | 1 768        | 3,78         |             |             |
|                          | Catherine Bonnecarrère   | REC                      | REC                      | 1 684        | 3,60         |             |             |
|                          | Ophélie Guénichot        | LMPA (TUPV)              | ECO                      | 1 048        | 2,24         |             |             |
|                          | Maria Saez               | LO                       | DXG                      | 339          | 0,73         |             |             |
|                          | Alexis Villanueva        | PA                       | ECO                      | 295          | 0,63         |             |             |
|                          |                          |                          |                          |              |              |             |             |
| Votes valides            | Votes valides            | Votes valides            | Votes valides            | 46 744       | 97,81        | 41 209      | 88,93       |
| Votes blancs             | Votes blancs             | Votes blancs             | Votes blancs             | 734          | 1,54         | 3 468       | 7,48        |
| Votes nuls               | Votes nuls               | Votes nuls               | Votes nuls               | 314          | 0,66         | 1 664       | 3,59        |
| Total                    | Total                    | Total                    | Total                    | 47 792       | 100          | 46 341      | 100         |
| Abstention               | Abstention               | Abstention               | Abstention               | 40 225       | 45,70        | 41 684      | 47,35       |
| Inscrits / participation | Inscrits / participation | Inscrits / participation | Inscrits / participation | 88 017       | 54,30        | 88 025      | 52,65       |

#### Deuxième circonscription
Députée sortante : Jeanine Dubié (Parti radical de gauche).
| Candidat                 | Candidat                 | Parti et coalition       | Nuance                   | Premier tour | Premier tour | Second tour | Second tour |
| Candidat                 | Candidat                 | Parti et coalition       | Nuance                   | Voix         | %            | Voix        | %           |
| ------------------------ | ------------------------ | ------------------------ | ------------------------ | ------------ | ------------ | ----------- | ----------- |
|                          | Benoît Mournet           | LREM (ENS)               | ENS                      | 10 870       | 23,75        | 21 073      | 52,27       |
|                          | Grégory Korn             | LFI (NUPES)              | NUP                      | 10 504       | 22,95        | 19 239      | 47,73       |
|                          | Serge Dumanoir           | RN                       | RN                       | 8 483        | 18,54        |             |             |
|                          | Jérôme Crampe            | PRG                      | RDG                      | 6 555        | 14,32        |             |             |
|                          | Véronique Dutrey         | LR (UDC)                 | LR                       | 2 770        | 6,05         |             |             |
|                          | Jean-Marc Dabat          | RES                      | DIV                      | 1 974        | 4,31         |             |             |
|                          | Claude Alves Da Cunha    | REC                      | REC                      | 1 667        | 3,64         |             |             |
|                          | Yves Castéra             | SE                       | DVG                      | 896          | 1,96         |             |             |
|                          | Antoine Rigollet         | PA                       | ECO                      | 598          | 1,31         |             |             |
|                          | Aline Barbe              | LP (UPF)                 | DSV                      | 547          | 1,20         |             |             |
|                          | Delphine Beaudry         | POC (R&PS)               | REG                      | 465          | 1,02         |             |             |
|                          | François Meunier         | LO                       | DXG                      | 438          | 0,96         |             |             |
|                          |                          |                          |                          |              |              |             |             |
| Votes valides            | Votes valides            | Votes valides            | Votes valides            | 45 767       | 97,31        | 40 312      | 88,80       |
| Votes blancs             | Votes blancs             | Votes blancs             | Votes blancs             | 895          | 1,90         | 3 447       | 7,59        |
| Votes nuls               | Votes nuls               | Votes nuls               | Votes nuls               | 371          | 0,79         | 1 638       | 3,61        |
| Total                    | Total                    | Total                    | Total                    | 47 033       | 100          | 45 397      | 100         |
| Abstention               | Abstention               | Abstention               | Abstention               | 42 742       | 47,61        | 44 379      | 49,43       |
| Inscrits / participation | Inscrits / participation | Inscrits / participation | Inscrits / participation | 89 775       | 52,39        | 89 776      | 50,57       |